# Esbjerg
Esbjerg város Dánia délnyugati részén. Az ország 5. legnépesebb települése. Itt található Dánia legnagyobb északi-tengeri kikötője. Kétszer nyerte el az év városa díjat Dániában (1997-ben és 2006-ban).

## Földrajz
A település Dánia délnyugati részén, Jylland nyugati partvidékén fekszik, az Északi-tenger mellett.

## Történelem

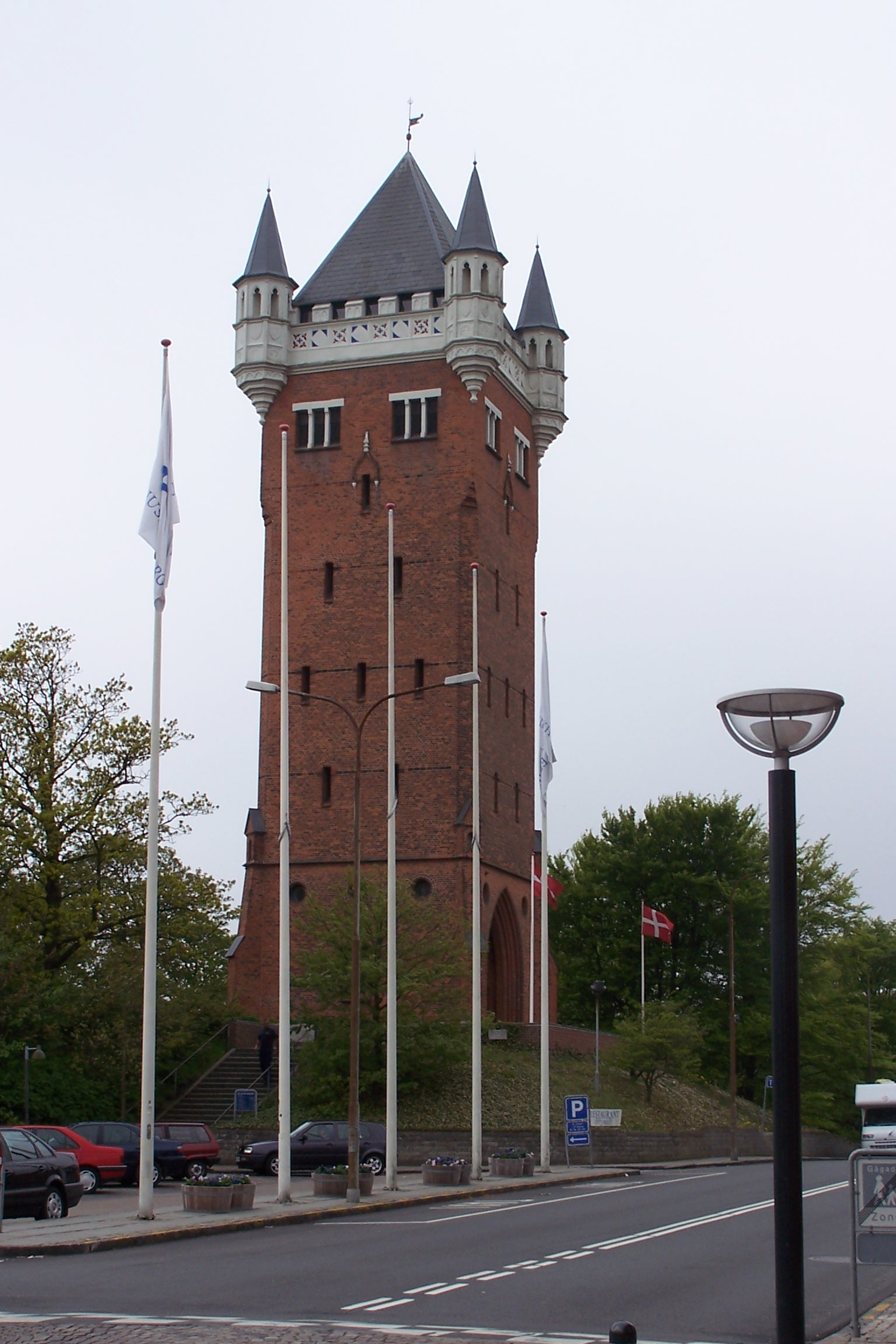
Az esbjergi víztorony

Esbjerg városa a kikötő köré épült, amelyet a dán állam 1868-ban épített, az altonai kikötő kiváltására (amelyet elvesztett az 1864-es porosz–osztrák–dán háborúban). 1874-ben megépült a vasúti kapcsolat Fredericia és Varde felé.

## Közlekedés
A város repülőtere a központtól 9 km-re északkeletre található.

## Személyek
- Poul Nyrup Rasmussen (1943–), szociáldemokrata politikus, volt miniszterelnök

## Testvérvárosok
Esbjerg testvérvárosai többek között:
| - Stavanger, Norvégia - Eskilstuna, Svédország | - Jyväskylä, Finnország |